# Peroxycarbonsäureester

Allgemeine Struktur der Peroxycarbonsäureester

Peroxycarbonsäureester sind eine Stoffgruppe der organischen Chemie. Von den Carbonsäureestern unterscheiden sie sich durch das Vorliegen eines zusätzlichen Sauerstoffatoms, durch das sie eine Peroxidgruppe aufweisen. Sie werden meist aus tert-Butylhydroperoxid hergestellt und dienen als Radikalstarter sowie als Oxidationsmittel in der organischen Synthese.

## Vertreter und Eigenschaften
Peroxyester von vielen Carbonsäuren sind bekannt. Der zweite Rest ist bei den meisten beschriebenen und genutzten Vertretern eine tertiäre Alkylgruppe, oft tert-Butyl. Verbreitet genutzte Perester sind beispielsweise tert-Butylperoxyacetat und tert-Butylperoxybenzoat. Peroxyester sind explosionsgefährlich und müssen kühl gelagert werden. Eine Zersetzung kann durch Metalle wie Eisen oder Kupfer beschleunigt werden. Die Länge der C=O-Doppelbindung ist bei Peroxyestern kürzer als in Carbonsäureestern. Die Länge der O-O-Bindung ist etwas kürzer als bei Alkylperoxiden.

## Herstellung
Typische Syntheseverfahren für die Herstellung von Peroxyestern sind die Acylierung von Hydroperoxiden mit aktivierten Carbonsäurederivaten, die Veresterung von Carbonsäuren mit Hydroperoxiden, die Alkylierung von Peroxycarbonsäuren oder die Oxidation von Aldehyden.
Geeignete Carbonsäurederivate zur Acylierung von Hydroperoxiden sind unter anderem Carbonsäurechloride, Carbonsäureanhydride und Acylcyanide. Diese Methode ist schon lange bekannt und eignet sich beispielsweise für die Herstellung von tert-Butylperoxybenzoat aus Benzoylchlorid und tert-Butylhydroperoxid.  Eine Aktivierung von Carbonsäuren in situ mit einem Carbodiimid ist ebenso möglich und eignet sich auch zur Herstellung von Verbindungen mit einer primären statt tertiären Alkylgruppe. Die direkte Veresterung einer Carbonsäure mit tert-Butylhydroperoxid durch Aktivierung in situ ist auch mittels Trifluoressigsäureanhydrid und Pyridin möglich. So kann aus Essigsäure tert-Butylperoxyacetat und aus Buttersäure tert-Butylperoxybutyrat erhalten werden. Die Veresterung von Carbonsäuren unter Säurekatalyse ist von untergeordneter Bedeutung, da die entsprechenden Produkte leicht eine Criegee-Umlagerung eingehen. Methoden zur enzymatischen Herstellung von Peroxyestern aus Carbonsäuren sind jedoch bekannt. Diese dienen auch zur kinetischen Racematspaltung von racemischen sekundären Hydroperoxiden.
Die Alkylierung von Peroxycarbonsäuren beispielsweise mit Sulfonaten oder Sulfaten als Alkylierungsmittel wird selten angewandt. Zur Herstellung von Methylestern ist sie allerdings interessant, da das entsprechende Hydroperoxid, Methylhydroperoxid, ausgesprochen explosionsgefährlich ist. Solche Methylester können beispielsweise mit Diazomethan hergestellt werden.
Eine weitere Methode ist die Oxidation eines Aldehyds mit tert-Butylhydroperoxid unter Katalyse von Tetrabutylammoniumiodid.

## Reaktionen und Verwendung
Peroxyester werden durch Einwirkung von Hitze oder Licht leicht homolytisch gespalten. Einige Vertreter wie tert-Butylperoxybenzoat und Bis(tert-butylperoxy)oxalat werden daher als Radikalstarter eingesetzt.
Eine der synthetisch wichtigsten Reaktionen von Peroxyestern ist die Kharash-Sosnovsky-Reaktion. Dabei wird ein Alken unter Katalyse von Kupfer(I)-verbindungen in allylischer Position oxidiert und ein Ester des entsprechenden Allylalkohols gebildet. Durch Reaktion mit tert-Butylperoxybenzoat können beispielsweise Benzoate hergestellt werden. Perester wirken auch gegenüber anderen Substraten als Oxidationsmittel und können beispielsweise Iodatome und Phosphine oxidieren.
Peroxycarbonsäureester sind Intermediate der Criegee-Umlagerung. Eine weitere wichtige Reaktion ist die Kornblum-Fragmentierung der Perester von primären und sekundären Hydroperoxiden. Bei dieser zerfällt der Perester in eine Carbonsäure und ein Aldehyd oder Keton.